# Nokia X6
Nokia X6 este un smartphone orientat spre muzică și divertisment produs de către Nokia.A fost lansat la începutul lunii septembrie 2010.

## Caracteristici
- Procesor ARM 11 tactat la 633 MHz
- 32 GB memorie internă
- Camera de 5 megapixeli cu două blițuri LED cu lentile Carl Zeiss auto focus[2]
- Ecran capacitiv de 3.2 inchi până la 16 milioane de culori
- Wi-fi
- Micro-USB
- jack 3,5mm
- sensor de proximitate
- 3G
- GPS cu aGPS , OVI maps 3.0
- sensor auto rotatie